# 保科武雄
保科 武雄（ほしな たけお、1906年10月12日 - 1983年10月7日）は、新潟県高田市（現上越市）出身の元クロスカントリースキー選手。旧名は、矢沢 武雄（やざわ たけお）。

## 来歴
旧制新潟県立高田中学校 → 早稲田大学商学部
高田中学時代の1924年、第2回全日本スキー選手権大会クロスカントリースキー個人4kmで優勝。卒業後は早大に進み、1926年の同大会ではクロスカントリースキー個人10kmと24kmリレーで優勝し、高橋昴・竹節作太らとともに早大の黄金期を作り上げた。1928年サンモリッツオリンピックでは、クロスカントリースキー個人長距離（18km）にエントリーし26位だった。1930年の全日本スキー選手権大会ではクロスカントリースキーのリレーで優勝、同大会では早大に4年ぶりのタイトルをもたらした。
その後、保科姓となり1932年レークプラシッドオリンピックではクロスカントリースキー個人長距離（18km）に出場し、17位の成績を残した。
引退後は全日本スキー連盟理事、新潟県スキー連盟会長などを歴任した。1983年、死去。76歳没。